# Rã-da-floresta
A rã-da-floresta (nome científico: Rana sylvatica, antiga nomenclatura: Lithobates sylvaticus) é uma espécie de anfíbio que vive na América do Norte. Em 2015, foi proposto para ser o animal-símbolo do estado de Nova Iorque. É uma das poucas espécies de anfíbio que consegue sobreviver ao congelamento, conseguindo isso graças a anticongelantes, como a glicose e a ureia, que estão presentes no sangue, impedindo a formação de cristais de gelo, que poderiam danificar os seus tecidos.

## Características

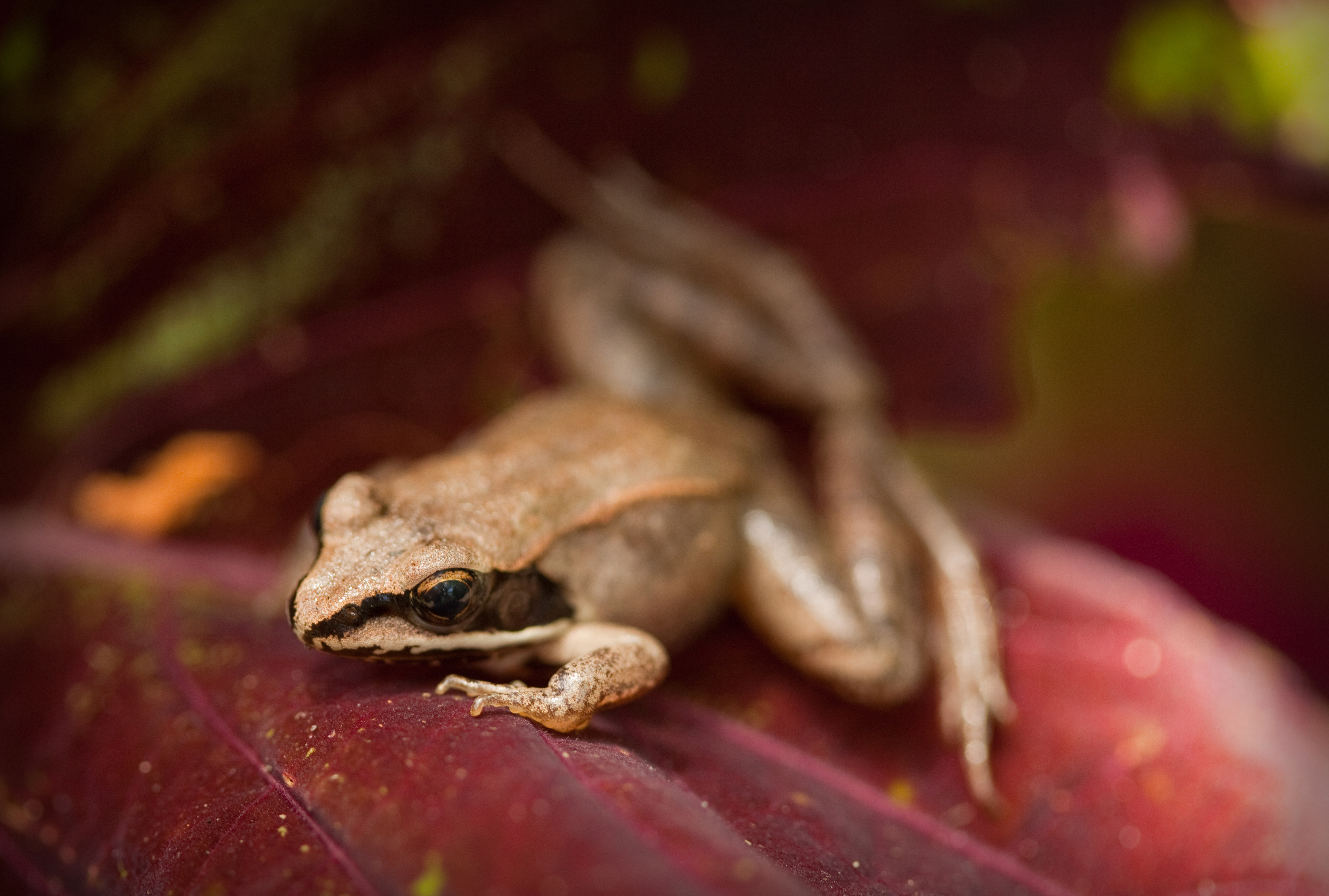
Indivíduo de cor mais clara, encontrado na costa sudeste dos Estados Unidos

Rãs-da-floresta podem atingir de 51 a 70 mm de comprimento, sendo as fêmeas maiores que os machos. Os adultos são geralmente marrons, ou cor de ferrugem, e têm uma mancha escura nos olhos em formato de "máscara". Visto de baixo, sua cor é amarelo-pálido ou verde claro.

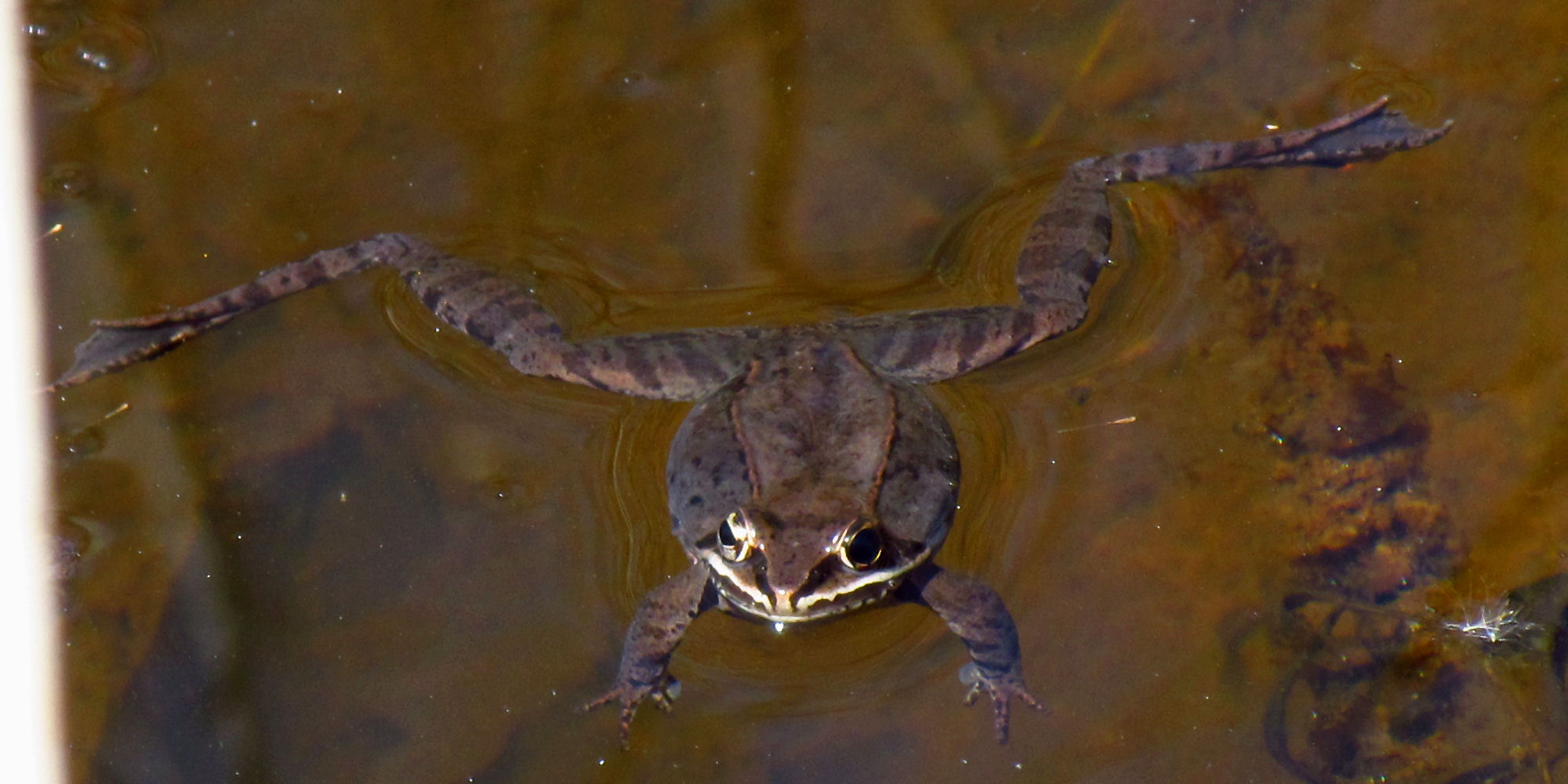
Indivíduo de cor mais escura, encontrado no Canadá

A rã-da-floresta é uma espécie cujo habitat natural é a floresta, e se reproduz em zonas úmidas. Migrações de longa distância têm um papel importante em seu ciclo de vida. Indivíduos alcançam distâncias longas (centenas de metros) por entre regiões alagadas de água limpa até pântanos vizinhos.
Esta espécie possui ciclo circadiano diurno e é raramente vista à noite, exceto quando "cantam" para o acasalamento.

### Resistência ao frio

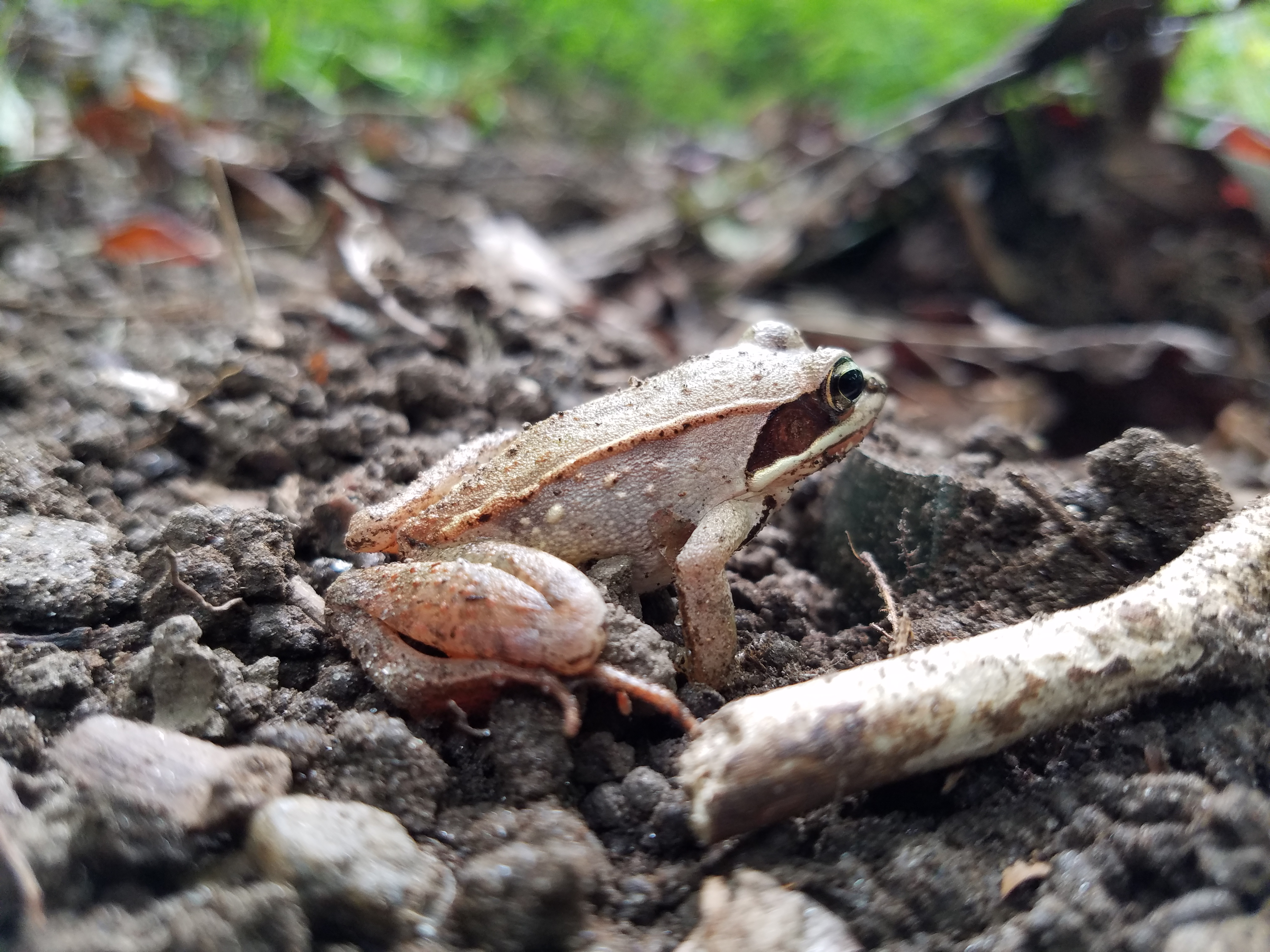
Indivíduo de coloração rosada, encontrado na costa nordeste dos Estados Unidos

É uma das poucas espécies de anfíbio que consegue sobreviver ao congelamento de partes do seu corpo - até 70% do volume de água corporal - graças a anticongelantes como a glicose e a ureia, a concentração daquela aumentando em até cem vezes no coração da rã durante o congelamento, impedindo a formação de cristais de gelo no interior desse e demais órgãos e tecidos, o que poderia danificá-los. Durante esse período de hibernação a rã não possui batimentos cardíacos nem respiração, sendo capaz de permanecer nesse estado durante a estação do inverno. Esse fato permite com que seja um dos primeiros anfíbios a emergir após o inverno, logo quando a neve derrete, no começo da primavera.